# كورنيليوس واشنطن
كورنيليوس واشنطن (بالإنجليزية: Cornelius Washington)‏ هو لاعب كرة قدم أمريكية أمريكي، ولد في 10 سبتمبر 1989 في هيفزيباه في الولايات المتحدة.

## وصلات خارجية
- كورنيليوس واشنطن على موقع مرجع كرة القدم المحترفة.كوم (الإنجليزية)